# 455 Bruchsalia
Bruchsalia (asteroide 455) é um asteroide da cintura principal com um diâmetro de 84,41 quilómetros, a 1,87462568 UA. Possui uma excentricidade de 0,29412475 e um período orbital de 1 580,79 dias (4,33 anos).
Bruchsalia tem uma velocidade orbital média de 18,27676976 km/s e uma inclinação de 12,02308441º.
Esse asteroide foi descoberto em 22 de Maio de 1900 por Max Wolf, Arnold Schwassmann.